# فانوس

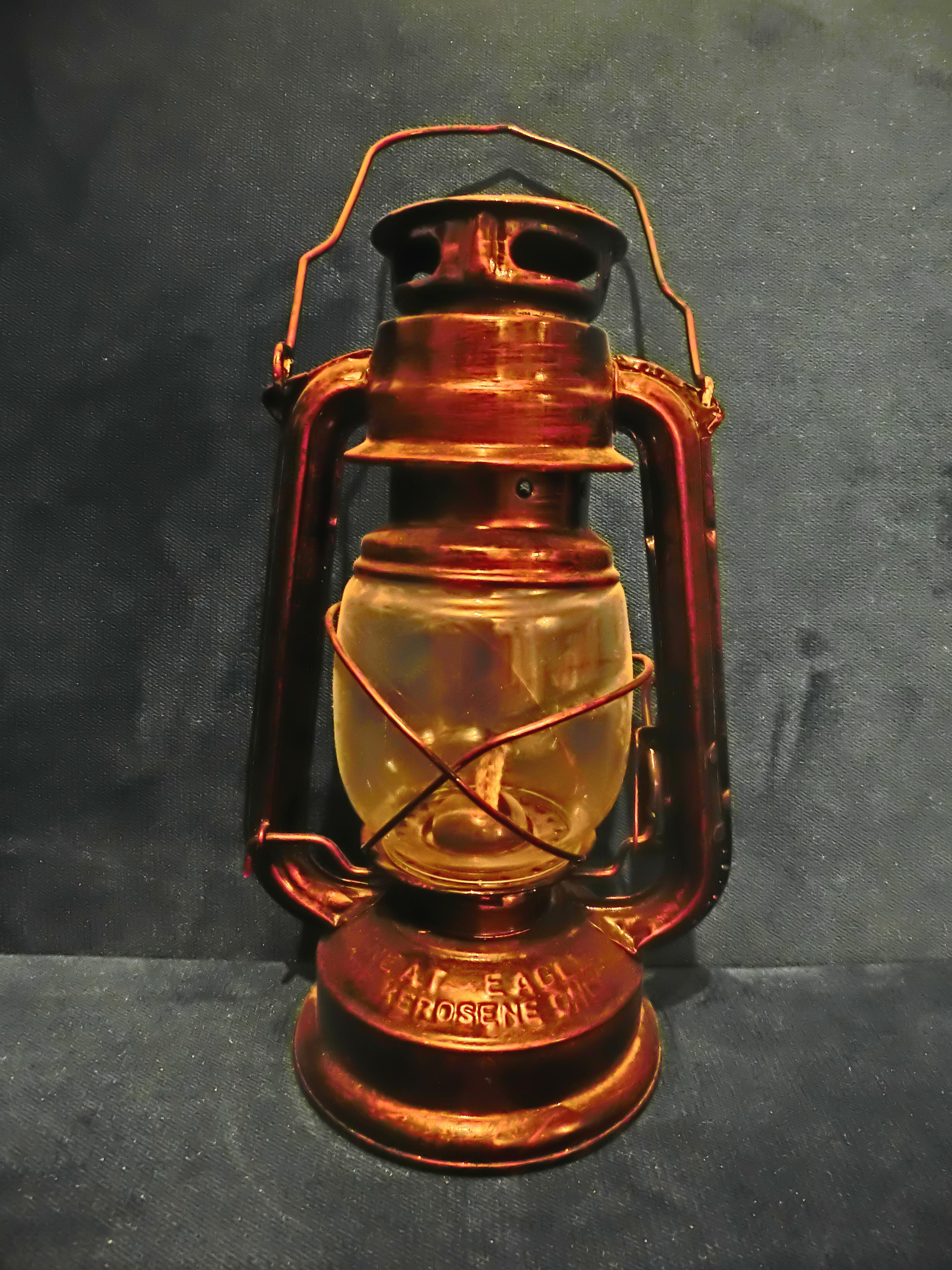
فانوس خاموش

فانوس (به یونانی: φᾱνός) (به انگلیسی : Lantern )چراغ محفظه‌داری است که بیش‌تر در قدیم، در آمدورفت به همراه خود می‌برده‌اند یا جهت روشن‌کردن مسافت زیادی بر بالای بلندی مانند منار و جز آن، نصب کنند. فانوس از مواد غیر پوشانندهٔ نور ساخته می‌شود، خواه آن ماده شیشه و بلور باشد یا کاغذ یا پارچه و در آن چراغ می‌گذارند تا از باد محفوظ بماند.

## پیرامون واژه
این واژه احتمالاً از واژهٔ یونانی «فانس»، به معنای «شفاف» گرفته شده است. همچنین به فانوس، «هموج» نیز گویند.

## نگارخانه

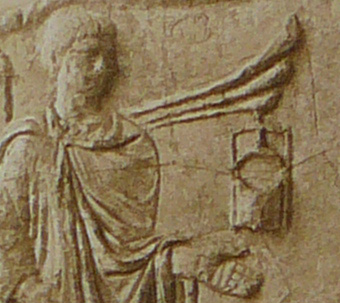
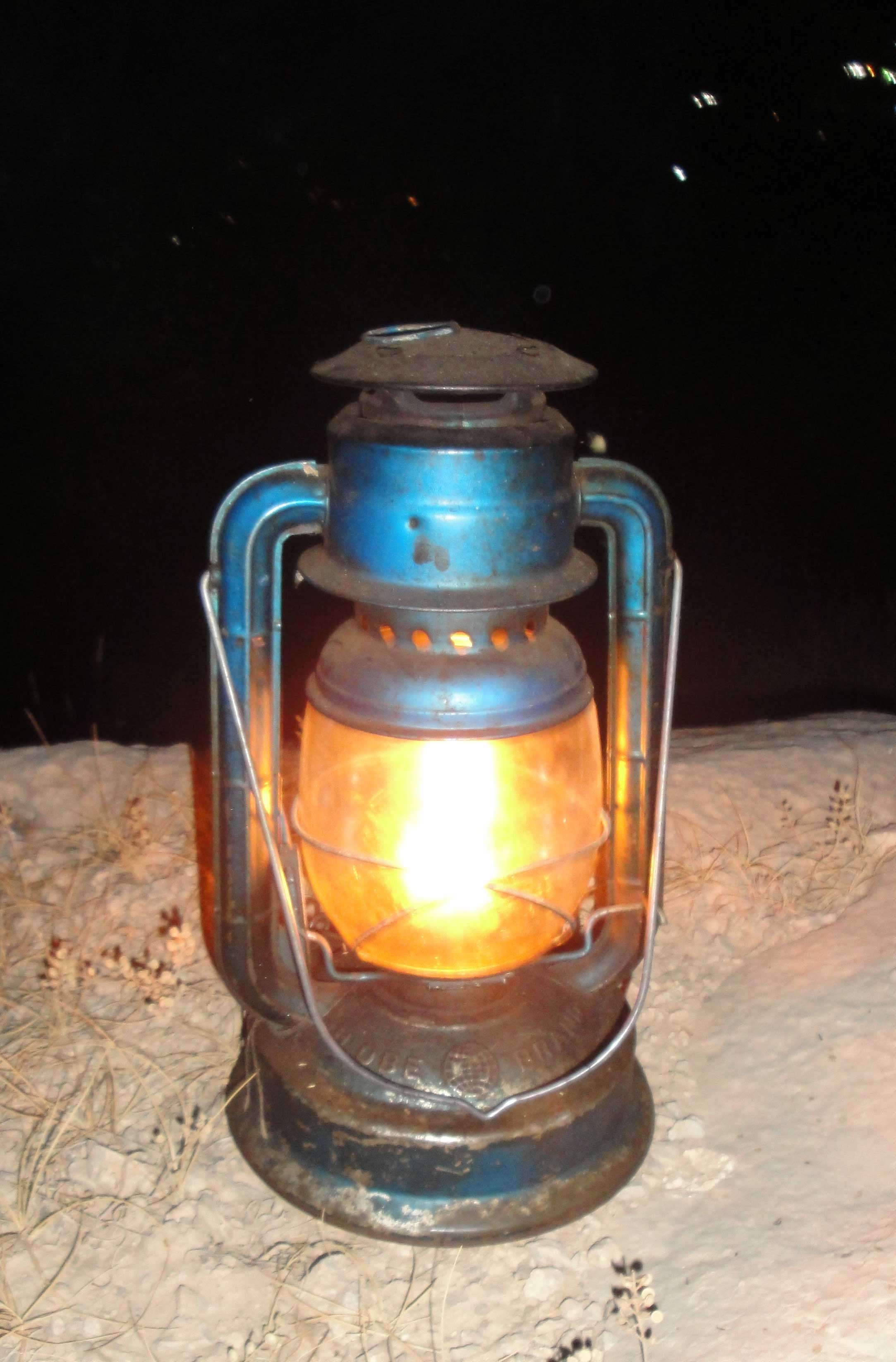
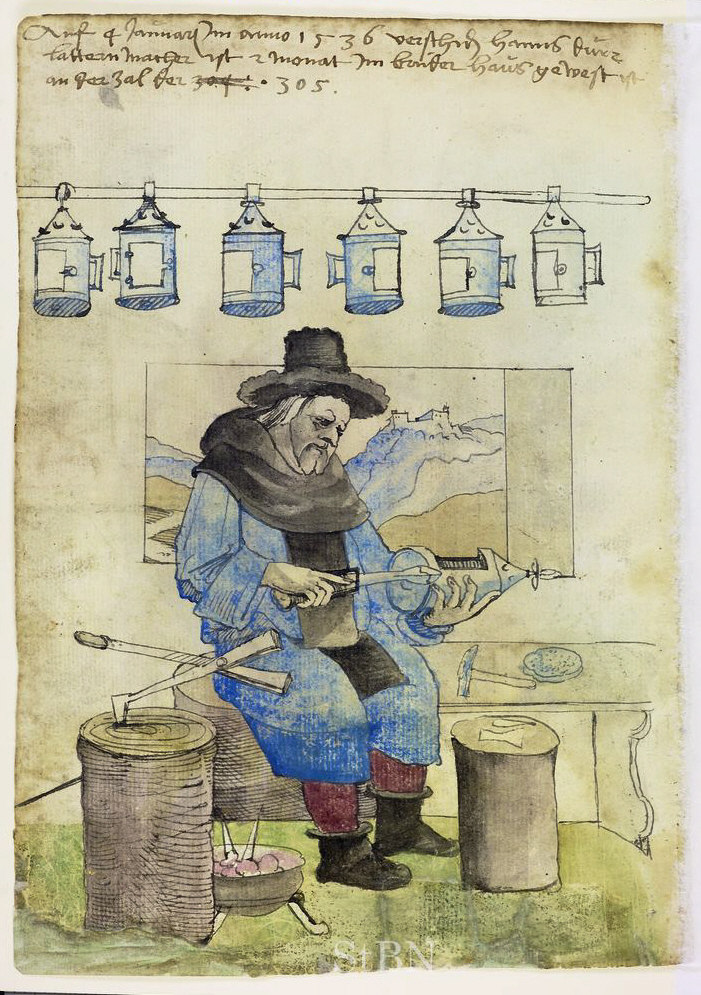
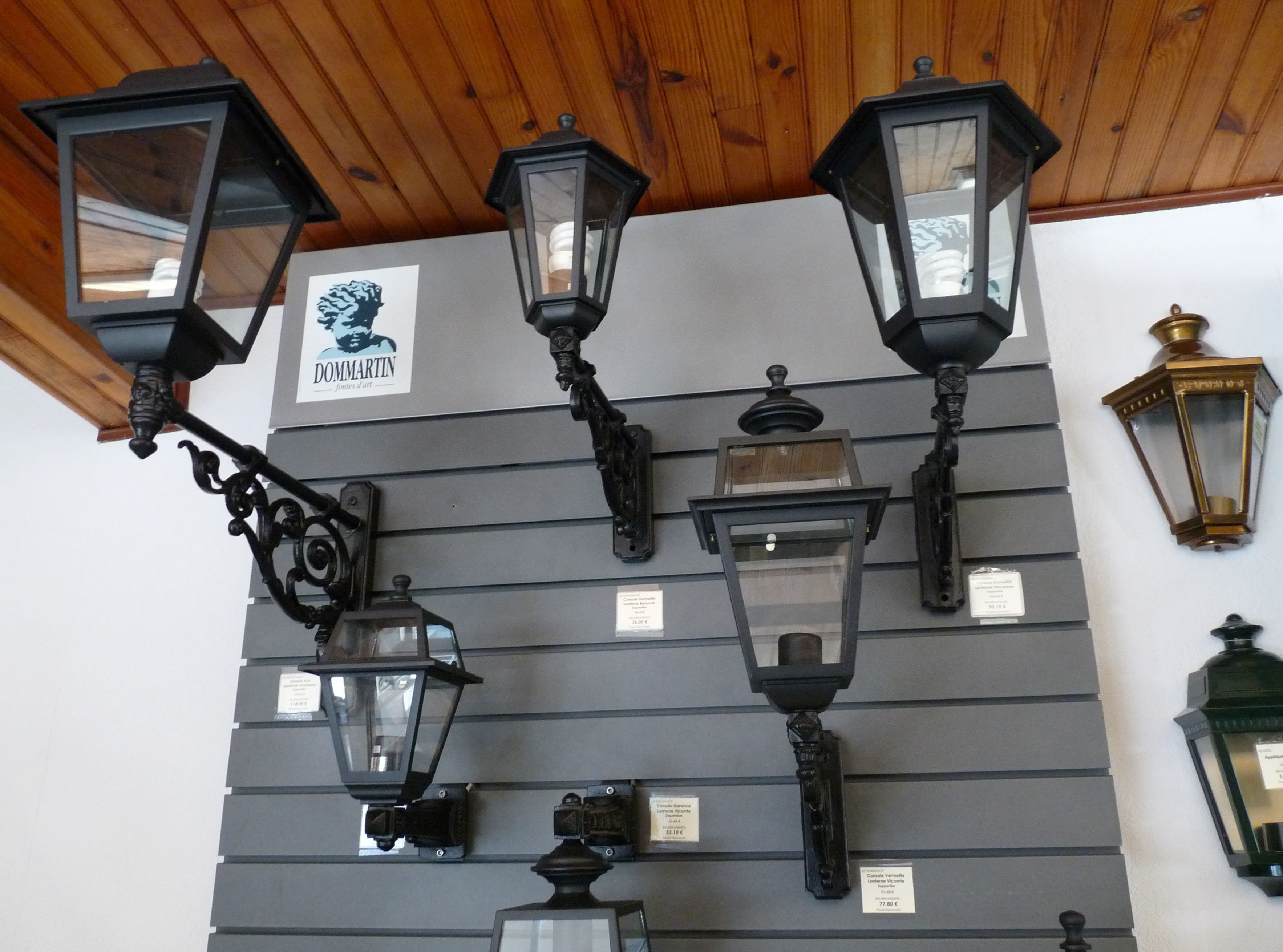
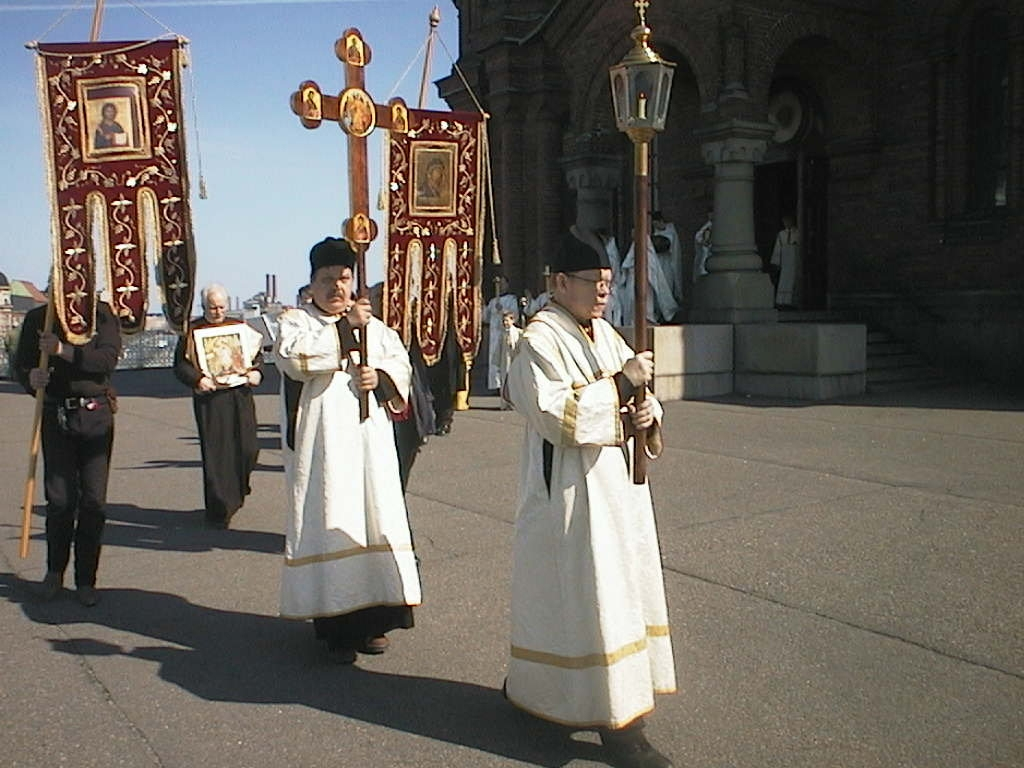
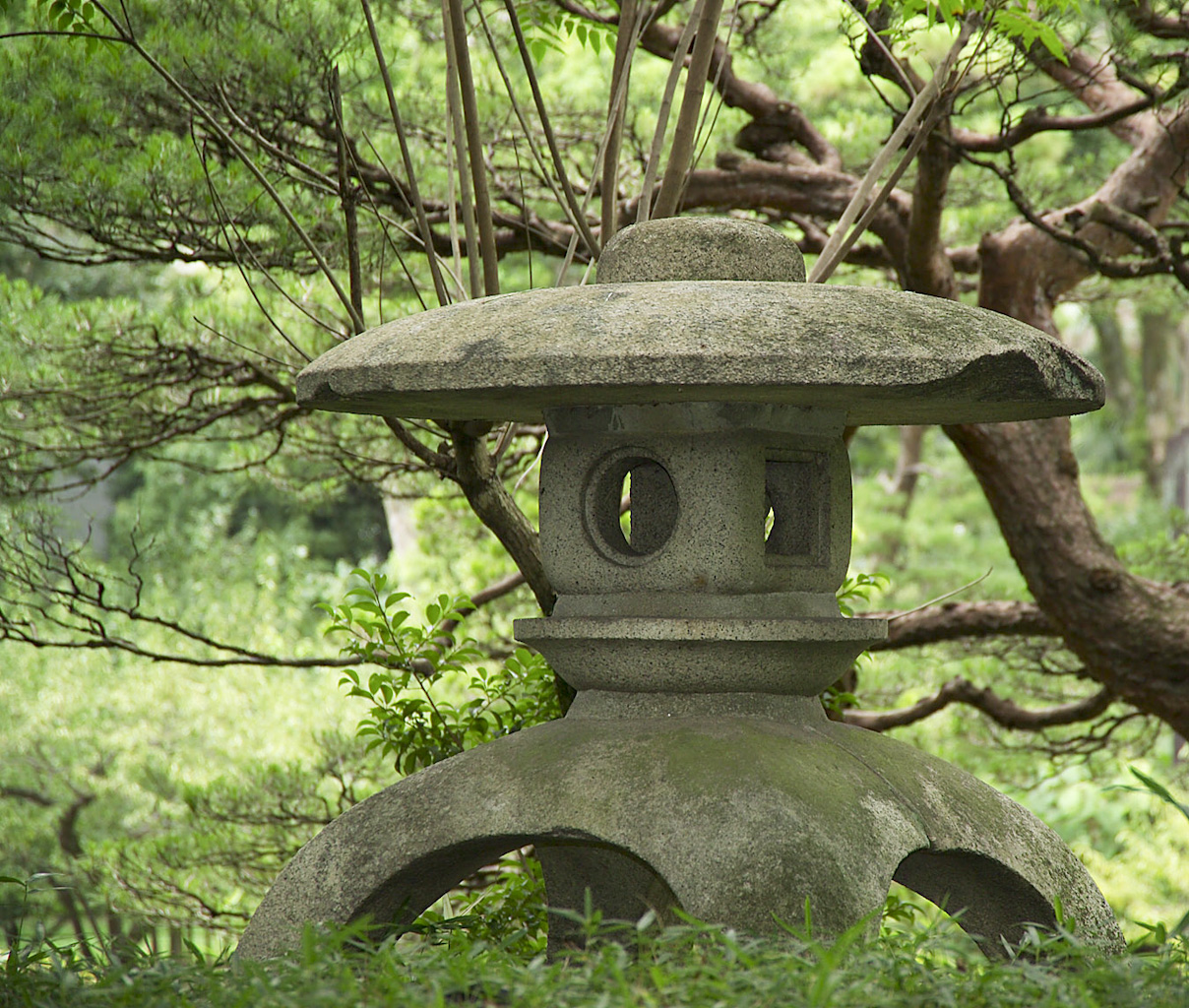